# Công dân Kane
Công dân Kane (tiếng Anh: Citizen Kane) là một bộ phim Mỹ của đạo diễn Orson Welles công chiếu năm 1941. Đây là tác phẩm đầu tiên do Orson Welles đạo diễn, ông cũng là đồng tác giả kịch bản phim với Herman J. Mankiewicz. Công dân Kane là bộ phim tiểu sử giả tưởng về ông trùm báo chí Charles Foster Kane, một nhân vật được xây dựng dựa trên cuộc đời của ông trùm truyền thông Hoa Kỳ William Randolph Hearst cùng nhiều chi tiết từ cuộc đời của chính Orson Welles. Vì lý do này nên sau khi phim được công chiếu, Hearst đã cấm các báo thuộc quyền sở hữu của mình đề cập tới bộ phim. Là một thất bại về mặt thương mại, Citizen Kane cũng không được giới phê bình phim đón nhận nồng nhiệt vào thời điểm công chiếu. Tuy nhiên trải qua thời gian, bộ phim ngày càng được đánh giá cao và nó luôn đứng ở nhóm đầu trong hầu hết các cuộc bình chọn những bộ phim xuất sắc nhất trong lịch sử điện ảnh.

## Nội dung
Bộ phim kể về cuộc đời của nhân vật giả tưởng Charles Foster Kane, ông trùm báo chí của Hoa Kỳ và là một trong những người giàu nhất thế giới. Được sinh ra trong một gia đình nghèo khó, cuộc đời Charles Foster Kane thay đổi khi người ta phát hiện được một mỏ vàng lớn trong phần đất do bà mẹ của Kane thừa kế. Để đảm bảo cho con trai có một tương lai vững chắc, mẹ của Kane bắt cậu rời gia đình để tới sống với người bảo hộ là Walter Parks Thatcher, một người kinh doanh ngân hàng. Khi tới tuổi trưởng thành, Charles Fosster Kane dùng số tiền thừa kế khổng lồ để xây dựng nên một đế chế báo chí hùng mạnh với sự giúp đỡ của hai người cộng sự là ông Bernstein và Jedediah Leland. Tuy thành công trong sự nghiệp nhưng Kane lại thất bại trong cuộc sống gia đình khi ông phải ly dị vợ 2 lần và cuối cùng sống tuổi già trong tư dinh Xanadu mà không có người thân thích chăm sóc. Charles Foster Kane qua đời trong cảnh cô đơn tại Xanadu, từ cuối cùng ông thốt lên trước khi chết là "Rosebud".

## Diễn viên
| Diễn viên         | Vai diễn |
| ----------------- | --- |
| Orson Welles      | Charles Foster Kane                                                                                            |
| William Alland    | Jerry Thompson, người phóng viên điều tra về cuộc đời Kane nhằm tìm ra ý nghĩa của câu nói cuối cùng "Rosebud" |
| Fortunio Bonanova | Ngài Matiste, thầy dạy opera cho vợ thứ hai của Kane là Susan Alexander                                        |
| Sonny Bupp        | Charles Foster Kane III, con trai của Kane cùng người vợ đầu                                                   |
| Ray Collins       | Jim W. Gettys, đối thủ chính trị của Kane trong cuộc bầu cử thống đốc                                          |
| Dorothy Comingore | Susan Alexander Kane, vợ thứ hai của Kane                                                                      |
| Joseph Cotten     | Jedediah Leland, nhà báo và là bạn thân của Kane trong giai đoạn đầu sự nghiệp                                 |
| George Coulouris  | Walter Parks Thatcher, người bảo hộ và quản lý tài sản cho Kane                                                |
| Agnes Moorehead   | Mary Kane, mẹ của Kane, người quyết định tách con trai ra khỏi gia đình                                        |
| Harry Shannon     | Cha của Kane                                                                                                   |
| Everett Sloane    | Ông Bernstein, người quản lý tài chính cho Kane                                                                |
| Paul Stewart      | Raymond, quản gia của Kane trong những năm cuối đời                                                            |
| Buddy Swan        | Charles Foster Kane lúc nhỏ                                                                                    |

## Đánh giá

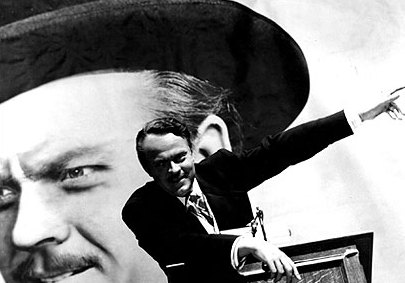
Orson Welles trong vai Charles Foster Kane

Tuy không được giới phê bình đón nhận nồng nhiệt nhưng bộ phim cũng nhận được nhiều đánh giá tốt từ báo giới. Mặc dù vậy bộ phim vẫn thất bại về mặt doanh thu khi chỉ giúp hãng RKO Pictures thu hồi đủ vốn đầu tư. Tại lễ trao giải Oscar năm 1941, Công dân Kane chỉ chiến thắng ở một hạng mục là Kịch bản gốc xuất sắc nhất (cho Herman J. Mankiewicz và Orson Welles) ngoài ra nó thất bại ở 8 hạng mục khác, phần lớn tượng vàng ở các hạng mục này được trao cho How Green Was My Valley. Bộ phim sau đó dần bị quên lãng trong làng điện ảnh Mỹ tuy nó được giới làm phim châu Âu đánh giá rất cao. Đến giữa thập niên 1950 bộ phim mới bắt đầu được chiếu lại trên truyền hình Mỹ và đánh giá của giới phê bình về Công dân Kane cũng dần thay đổi theo chiều hướng tích cực.
Với nhiều đột phá mang tính cách mạng với nghệ thuật điện ảnh, Công dân Kane thường xuyên được bầu chọn trong nhóm đầu của các cuộc xếp hạng phim hay nhất trong lịch sử. Bộ phim được Viện phim Mỹ xếp thứ nhất trong Danh sách 100 phim hay nhất mà viện này lập ra các năm 1998 và 2007, nó cũng được Viện lưu trữ phim quốc gia Mỹ lựa chọn vào danh sách bảo tồn ngay từ đợt đầu tiên năm 1989. Bộ phim còn đứng thứ nhất trong nhiều cuộc bình chọn khác của Editorial Jaguar, FIAF Centenary List, France Critics Top 10, Cahiers du cinéma 100 films pour une cinémathèque idéale, Kinovedcheskie Russia Top 10, Romanian Critics Top 10, Time Out Magazine Greatest Films và Village Voice 100 Greatest Films. Nhà phê bình điện ảnh Roger Ebert cũng nhận xét rằng Công dân Kane là "bộ phim vĩ đại nhất".